# Елена Тодорова
Елена Георгиева е българска състезателка по художествена гимнастика.

## Биография
Елена Тодорова е родена на 1 юли 1994 година в град Търговище, България. Тя започва да тренира художествена гимнастика едва 4-годишна в клуб „Алегро“ – Търговище при Светлана Куюмджиева.
През 2005 година се присъединява към софийския клуб „Левски“. През 2011 година, след добро представяне на световното първенство в Монпелие, Франция печели квота за участие на Олимпийските игри в Лондон през 2012 година. Участва на Олимпийските игри в Лондон и печелят шесто място с ансамбъла.